# University of Akron Concert

University of Akron Concert est un album en public du guitariste Joe Pass sorti en 1985 chez Pablo Records.

## Titres
1. It's a Wonderful World (Harold Adamson, Jan Savitt, Johnny Watson)
2. Body and Soul (Edward Heyman, Robert Sour, Frank Eyton, Johnny Green)
3. Bridge Work (Count Basie)
4. Tarde (Márcio Borges, Milton Nascimento)
5. Time In (Joe Pass)
6. Duke Ellington Medley:
  1. Isfahan (Duke Ellington, Billy Strayhorn)
  2. Prelude to a Kiss (Ellington, Mack Gordon, Irving Mills)
  3. Squeeze Me (Fats Waller, Clarence Williams)
  4. Take the "A" Train (Strayhorn)
  5. Sophisticated Lady (Ellington, Mills, Mitchell Parish)
  6. Lush Life (Strayhorn)
  7. Satin Doll (Ellington, Johnny Mercer, Strayhorn)
7. Joy Spring (Clifford Brown)
8. I'm Glad There Is You (Jimmy Dorsey, Paul Mertz)